# Баклан африканський
Баклан африканський (Microcarbo africanus) — морський птах із ряду сулоподібних, родини бакланових. Баклан Phalacrocorax africanus відмінно плаває і добре пристосувався до життя поблизу прісних водоймищ. Подібно до своїх родичів з родини бакланів, він вкритий водопроникним оперенням, яке, намокаючи, полегшує птахові занурення у воду. По суші баклан пересувається досить незграбно.
Phalacrocorax africanus гніздується по берегах річок і озер у Центральній і Південній Африці. Після підводного полювання цей птах широко розпрямляє крила для просушування пір'я.

## Опис

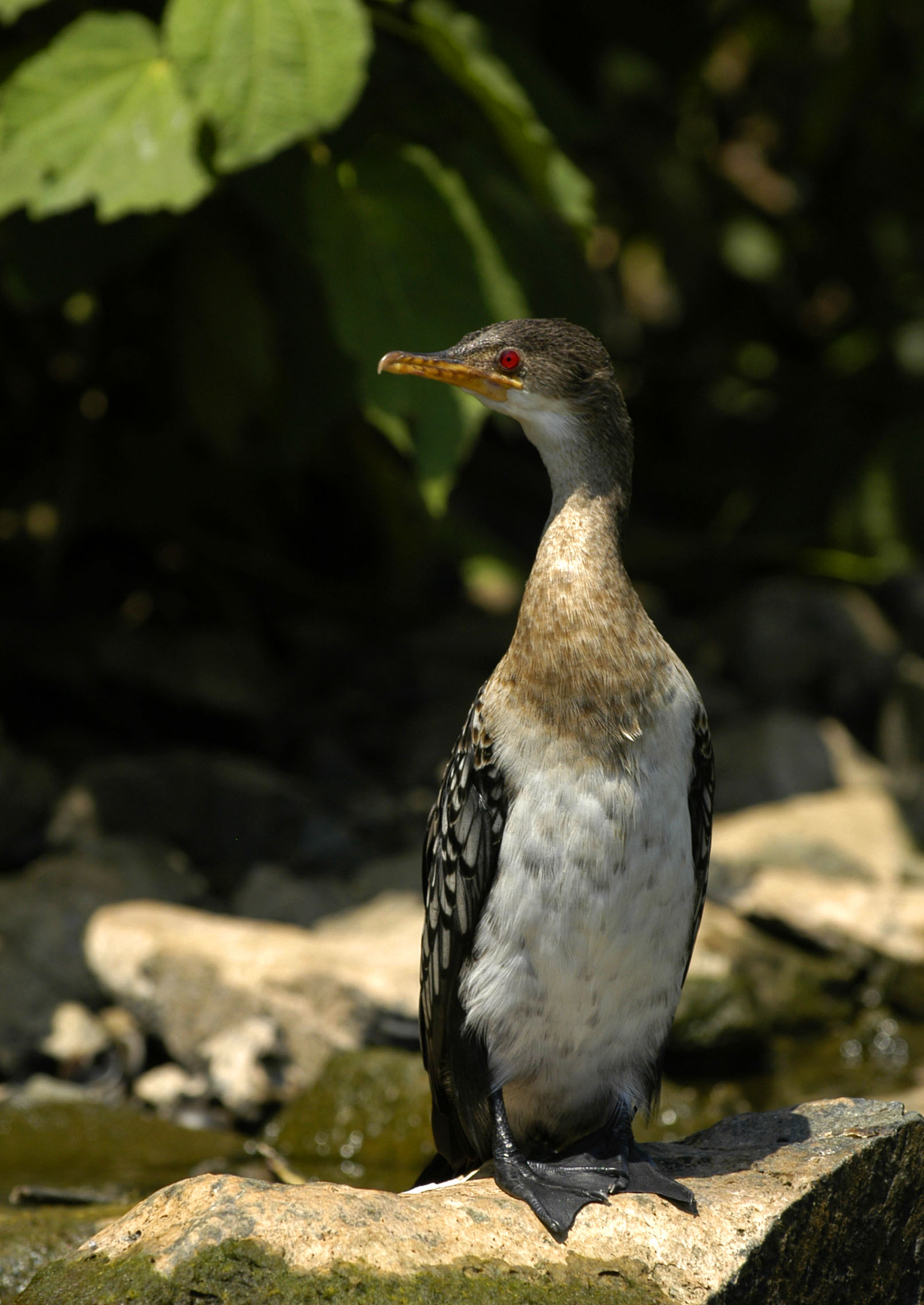
молодий птах

Африканський баклан досягає довжини від 50 до 55 см, розмах крил складає 85 см, довжина хвоста 14-16 см, маса 440—680 г. Опірення переважно чорне з зеленкуватим відблиском у період гніздування. У птахів подовжений хвіст, короткий хохол і червонувата чи жовтувата шкіра обличчя. Звуки, що видають африканські баклани: характерне ґелґотання, шипіння, крякання.
Статевий диморфізм не виражений. Дорослі і молоді птахи, що не гніздяться, мають брунатнувате забарвлення.

## Розповсюдження
Африканський баклан широко розповсюджений в Африці на південь від Сахари і на Мадагаскарі. Це осілий птах, що здійснює сезонні міграції. Африканські баклани гніздуються колоніями, поза періодом гніздування тримаються невеликими групами.

## Харчування
Африканський баклан може пірнати на значну глибину, однак, зазвичай полюбляє шукати здобич на мілководді. Харчується різноманітними видами риб, жабами, птахами.

## Розмноження

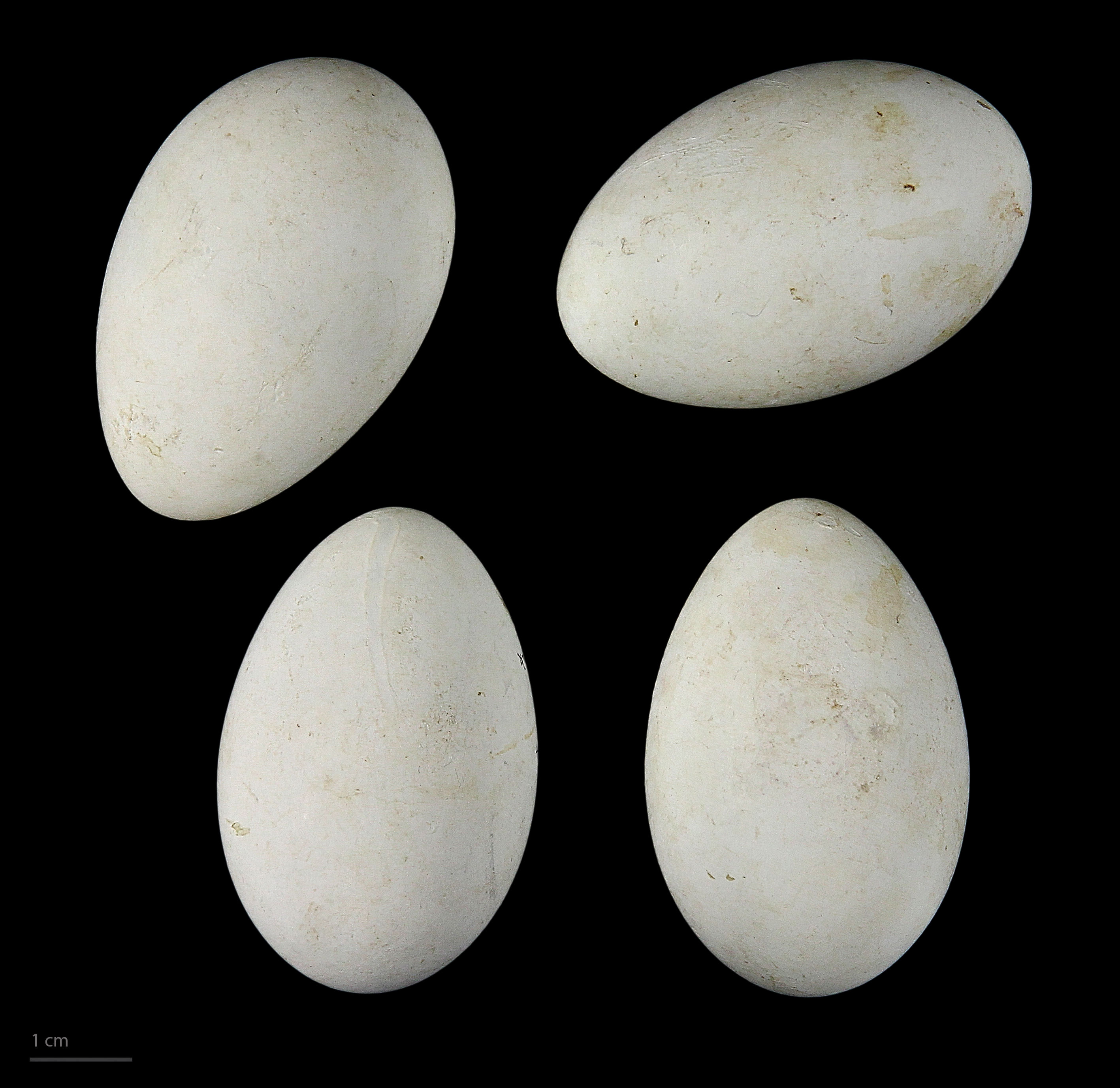
яйце Microcarbo africanus — Тулузький музей

Птах гніздиться на заливних луках чи на спокійному узбережжі. Самка відкладає в гніздо на землі чи на дереві від 2-х до 4-х яєць і висиджує їх 23-25 днів. Вигодовування пташенят триває 5-7 тижнів, статеве дозрівання — 3-4 роки, період гніздування не приурочений до певного сезону. Тривалість життя африканських бакланів — до 36 років.